# 竹口安芸子
竹口 安芸子（たけぐち あきこ、1942年11月6日 - ）は、日本の女優、声優。ぷろだくしょんバオバブ所属。広島県出身。

## 人物
以前は劇団現代、オフィス央に所属していた。
声種はアルト。
方言は広島弁。
声優としては、外画吹き替え、ナレーション、アニメなどで活躍。
資格は端唄師範。趣味は太極拳、旅、読書。

## 出演

### テレビドラマ
- 超人バロム・1 第19話「魔人ヤゴゲルゲが子守唄で呪う」（1972年、YTV）
- 荒野の素浪人〔第一シリーズ〕第37話「爆砕! 火薬樽の丘」（1972年、NET / 三船プロダクション）
- 仮面ライダーストロンガー 第21話「鮫ヶ島 海中大決戦!」（1975年、毎日放送系）
- 大江戸捜査網 第233話「恋に舞う非情の掟」（1976年、東京12チャンネル / 三船プロ）
- 太陽にほえろ! （NTV / 東宝）
  - 第226話「天国からの手紙」（1976年）
  - 第241話「脅迫」（1977年） -  スナックのママ
- 特別機動捜査隊（NET / 東映）
  - 第787話「ある誘惑の秘密」（1976年） - 明子
  - 第800話「あヽ夫婦」（1977年） -  マダム
- 江戸の旋風II（1977年、フジテレビ / 東宝）
- 飢餓海峡（1978年、フジテレビ）

### テレビアニメ
1984年
- 牧場の少女カトリ（レア）

1986年
- 青春アニメ全集
  - 「野菊の墓」（かね）
  - 「路傍の石」（おばさん）

- ロボタン

1987年
- マンガ日本経済入門（上田の母）

1988年
- トッポ・ジージョ（ステラ）

1989年
- ミスター味っ子（巡礼の老婆）

1990年
- ピグマリオ（糸紡ぐおばば）
- 勇者エクスカイザー（先生）

1991年
- おちゃめなふたご クレア学院物語（寮母先生）
- OH!MYコンブ（ムスビの母）

1992年
- クレヨンしんちゃん（1992年 - 2016年、有メイ子、おとよ）
- ママは小学4年生（島村小春）
- 見ると強くなる 痛快!横綱アニメ ああ播磨灘（大河原道子、岡林初枝、道子）

1994年
- 覇王大系リューナイト（宿屋の主人）

1995年
- H2（仲居）

1996年
- 赤ちゃんと僕（玉館花枝）
- シンデレラ物語（メイド長）
- 逮捕しちゃうぞ（おばあさん）

1998年
- Weiß kreuz（ルツ）
- スーパードール★リカちゃん（老婦人）
- TRIGUN（シェイル）
- MASTERキートン（チャーリーの母）
- 名探偵コナン（1998年 - 2021年、山崎裕美、大門竜子、奥平詠子、浦井星江、矢田部春江、バーバラ貞子 / 馬場貞子、金原妙）

1999年
- 週刊ストーリーランド（1999年 - 2001年、客、美佐子、母、母親、隣人）
- デビルマンレディー（千代子の祖母）

2000年
- ゾイド -ZOIDS-（お袋さん）
- とっとこハム太郎（ケイコおばあちゃん、あざらしちゃん）
- 忍たま乱太郎（2000年 - 2023年、黒戸カゲ、CMナレーション、伊助の母）

2001年
- サラリーマン金太郎（大和の妻）

2002年
- Witch Hunter ROBIN（おばあさん）
- キディ・グレイド（老女医）
- ドラえもん（部長夫人）
- 十二国記（沍姆、座長）
- 灰羽連盟（寮母）

2003年
- GAD GUARD（シスター）
- ポポロクロイス（先生）

2004年
- うた∽かた（水無月）
- サムライチャンプルー（女改め婆）

2005年
- ガラスの仮面（2005年版）（老婆）
- ゾイドジェネシス（シオ・ファミロン、ダンブル）
- MONSTER（養護員A）

2006年
- BLACK LAGOON（ヨランダ） - 2シリーズ

2007年
- あたしンち（2007年 - 2009年、料亭の従業員A、ゲスト、ひとみ先生）
- 英國戀物語エマ 第二幕（ヴィーク）
- BLUE DROP 〜天使達の戯曲〜（船津丸の母）

2008年
- テイルズ オブ ジ アビス（乳母）
- 秘密 〜The Revelation〜（荻島聡子）

2009年
- 獣の奏者 エリン（老女）
- 戦う司書 The Book of Bantorra（イレイア＝キティ）

2011年
- BLEACH（ハル）

2014年
- それでも世界は美しい（ラニ・レアータ）

2016年
- くまみこ（老婆）

2017年
- パズドラクロス（おばさん）

2021年
- 裏世界ピクニック（サンヌキカノ）

### 劇場アニメ
- THE DOG OF FLANDERS フランダースの犬（1997年、ジェスタフ夫人）
- 東京ゴッドファーザーズ（2003年）
- 茄子 アンダルシアの夏（2003年、カルメンの母）
- 崖の上のポニョ（2008年）
- planetarian 〜星の人〜（2016年、エズラ[11]）

### OVA
- 超人ロック（1989年、校長）
- あげまんと福ちん（1991年、安井カネ）
- いしいひさいちの大政界（1991年、土田かた子）
- BADBOYS3 BEST FRIEND（1995年、段野和子）
- 銀河英雄伝説外伝 朝の夢、夜の歌（1998年、老婦人）
- BADBOYS5（1998年、お春さん）
- Happy World!（2002年、祖母）
- BLACK LAGOON Roberta's Blood Trail（2010年、ヨランダ）

### ゲーム
- 夢見館の物語（1993年、ギャンブラー）
- テイルズ オブ グレイセス（2009年、ケリー・ラント）
- テイルズ オブ グレイセス エフ（2010年、ケリー・ラント）
- ドラゴンクエストVIII 空と海と大地と呪われし姫君（2015年、メディ）

### 吹き替え

#### 映画
- 愛がこわれるとき ※テレビ朝日版
- 愛さずにはいられない
- アイス・プラネット（ナレーター）
- アルフィー（ルー・シュニットマン）
- E.T. ※BD・VHS版
- イエスマン “YES”は人生のパスワード（ティリー〈フィオヌラ・フラナガン〉）
- 従妹ベット（ベット〈ジェシカ・ラング〉）
- 犬いなる遺産
- 今ひとたび（イーディ・コジンスキー〈ノルマ・アレアンドロ〉）
- インターステラー（老女3[12]）
- インタビュー・ウィズ・ヴァンパイア（セントクレア〈ライラ・ヘイ・オーウェン〉）※ソフト版
- インディ・ジョーンズ/魔宮の伝説 ※日本テレビ版
- イン・ハー・シューズ
- ヴァンパイア・イン・ブルックリン ※フジテレビ版
- ヴァンピレラ
- ウィロー（フィン・ラゼール〈パトリシア・ヘイズ〉）※TBS版
- ウェルカム・トゥ・サラエボ（孤児院長）
- エイリアン2（科学者）※1993年テレビ朝日版
- エミルの空（ナンナ・スラスタルソン）
- エレファント・マン（ウォディントンの貴婦人）
- オリバー・ツイスト（サーベリー夫人）
- オレはギャング ガーディニア（花屋、婦人客）
- カイロの紫のバラ（伯爵夫人〈ゾーイ・コールドウェル〉、オルガ）
- カルテット! 人生のオペラハウス（シシー・ロブソン〈ポーリーン・コリンズ〉）
- 華麗なる賭け（キャロル）※フジテレビ版
- カレンダー・ガールズ（コーラ）
- ガンジー ※フジテレビ版
- きいてほしいの、あたしのこと -ウィン・ディキシーのいた夏（ミス・フラニー〈エヴァ・マリー・セイント〉）
- 危険な情事（マーサ〈ロイス・スミス〉）
- キスへのプレリュード（リア・ブライアー〈キャシー・ベイツ〉）※ソフト版
- ギフト（フランシス夫人）
- キンダガートン・コップ（エリノア・クリスプ〈キャロル・ベイカー〉）※ソフト版
- グッドマン・イン・アフリカ（クロエ・ファンショー〈ダイアナ・リグ〉）
- クリムゾン・リバー（シスター）※ソフト版
- グレート・ウォリアーズ/欲望の剣（アンナ）
- グレムリン2 新・種・誕・生 ※テレビ朝日版
- ゲーム（イルサ〈キャロル・ベイカー〉）※ソフト版
- ゲーム・チェンジ 大統領選を駆け抜けた女
- ゴーストバスターズ（不動産屋）※フジテレビ版
- 心の旅（ジェシカ〈エリザベス・ウィルソン〉、マシューズ夫人）※ソフト版
- 個人教授（フロントの女）
- ゴッド・アンド・モンスター（ハンナ〈リン・レッドグレイヴ〉）
- この胸のときめき（ソフィー）
- コレリ大尉のマンドリン（スタマティスの妻）
- 殺したい女（判事〈シャーロット・ザッカー〉）
- 再会の街/ブライトライツ・ビッグシティ（ジェイミーの母〈ダイアン・ウィースト〉）※VHS版
- ザ・カー（バーサ）※テレビ朝日版
- ザ・シークレット・サービス
- サブリナ（マック〈ダナ・アイヴィ〉）
- さよなら魔法使い（コーネリア）
- サルサ/灼熱のふたり（母）
- サルバドル/遥かなる日々
- 3人のゴースト（検閲係）
- シー・オブ・ラブ（老婦人〈パトリシア・バリー〉）※ソフト版
- シークレット・レンズ
- 幸せのちから（チュー夫人）※日本テレビ版
- JM（タカハシの秘書）
- シカゴ・コネクション/夢みて走れ
- 地獄のヒーロー/ザ・プレジデント・マン（大統領夫人、ドナ・アンダーソン）※ソフト版
- 地獄のモーテル（オーウェンズ夫人）
- 7月4日に生まれて（ウィルソンの母）※VHS版
- 十戒（メムネト）※テレビ朝日版
- シティ・オブ・ジョイ（ジョアン・バセル〈ポーリーン・コリンズ〉）
- シャーロック・ホームズ（ハドスン夫人〈ジェラルディン・ジェームズ〉）※テレビ朝日版
- シャーロック・ホームズ/四つの署名（バーンストーン夫人）
- ジュマンジ（トーマス夫人）※フジテレビ版
- ジョーズ（タフト夫人）※TBS版、（ポリー）※テレビ東京版
- ジョイ・ラック・クラブ（リンド〈ツァイ・チン〉）
- 死霊のはらわたII（ヘンリエッタ・ノウビー）
- 白いカラス（ドロシー・シルク ）
- 白い刻印（アルマ・ピットマン〈マリアン・セルデス〉）
- 白と黒のナイフ（女性判事）
- シンバッド七回目の航海
- 新桃太郎3（魔老婆）
- スケルトン・キー（ヴァイオレット〈ジーナ・ローランズ〉）
- スターゲイト（キャサリン・ラングフォード博士〈ヴィヴェカ・リンドフォース〉）※ソフト版
- スタートレックV 新たなる未知へ（ウフーラ〈ニシェル・ニコルズ〉）※機内上映版
- スターにアイ・ラブ・ユー（オルソンおばあちゃん）
- スタンド・バイ・ミー（ゴーディの母〈フランシス・リー・マッケイン〉）※フジテレビ版
- スピード（ヘレン〈ベス・グラント〉）※テレビ朝日版
- ソープディッシュ（ローズ・シュワルツ〈ウーピー・ゴールドバーグ〉）
- その名にちなんで（ミラ・マシ）
- ゾンビコップ（Mrs.フォン・ヘイゼンバーグ〈モニカ・ルイス〉）
- タービュランス2（ホブス）
- ターミネーター（女性客1、コナー夫人）※テレビ朝日版、（サラの母、女性キャスター）※VHS版
- ダイ・ハード（ポーリーナ）※テレビ朝日版
- 奪還 DAKKAN -アルカトラズ-（ジェーン・マクファーソン判事）
- 007シリーズ
  - 007/死ぬのは奴らだ（マニーペニー〈ロイス・マクスウェル〉）※TBS新録版
  - 007/私を愛したスパイ（マニーペニー〈ロイス・マクスウェル〉）※TBS新録版
  - ネバーセイ・ネバーアゲイン（フランスの大臣）※機内上映版
- タワーリング・インフェルノ（ポーラ・ラムジー市長夫人〈シーラ・マシューズ・アレン〉）※TBS版
- ダンス・ウィズ・ウルブズ ※日本テレビ版
- チャーリーとチョコレート工場（ジョゼフィーンおばあちゃん〈アイリーン・エッセル〉[13]）※日本テレビ版
- 追跡者（マーサ）※テレビ朝日版
- ツインズ（修道院長〈フランセス・ベイ〉）※ソフト版
- つぐない（グレイス・ターナー〈ブレンダ・ブレッシン〉）
- ツリー・オブ・ライフ（祖母〈フィオナ・ショウ〉）
- デイ・ウォッチ
- ディスクロージャー（アデル・リューイン〈ファラ・フォーク〉）※テレビ朝日版
- ティモシーの小さな奇跡（メルおばさん〈ロイス・スミス〉）
- デューン/砂の惑星（シャダウト・メイプス〈リンダ・ハント〉）※日本テレビ版
- デルタフォース3 ※テレビ東京版
- 天国の口、終りの楽園。（マリア）
- デンジャラス・ビューティー2
- 電話で抱きしめて（パット〈クロリス・リーチマン〉）
- トーク・レディオ ※TBS版
- ドラグネット 正義一直線
- ドラゴン/ブルース・リー物語（ヴィヴィアン・エメリー）※ソフト版
- ドリームキャッチャー
- トリコロールに燃えて
- トレインスポッティング
- ドロップ・ゾーン（ウィノナ〈グレイス・ザブリスキー〉）※テレビ朝日版
- 28週後...（サリー）
- 2番目に幸せなこと（トレイシー・ベネット判事）
- ニューヨーク東8番街の奇跡（トンプソン〈ドリス・ベラック〉）※ソフト版
- ノース 小さな旅人（アラスカのママ〈キャシー・ベイツ〉）
- π
- 裸の銃を持つ男（市長〈ナンシー・マーシャン〉）※TBS版
- 8人の女たち（マミー〈ダニエル・ダリュー〉）
- パッセンジャーズ（トニ〈ダイアン・ウィースト〉）
- バッド・ガールズ ※テレビ朝日版
- 波止場（コリンズ夫人）※テレビ朝日版
- パトリオット ※ソフト版
- バトルランナー（アグネス・マッカードル夫人）※フジテレビ版
- パラダイム（シスター）
- ハリーとヘンダスン一家 ※TBS版
- ハリー・ポッターと賢者の石（太ったレディ）
- ハワーズ・エンド（ルース・ウィルコックス〈ヴァネッサ・レッドグレイヴ〉）
- ハワード・ザ・ダック/暗黒魔王の陰謀 ※フジテレビ版
- 判決前夜/ビフォア・アンド・アフター（マリアン・レイナー検事）
- ハンナとその姉妹（ノーマ〈モーリン・オサリヴァン〉）
- ビッグママ・ハウス（サディ）
- 必殺マグナム（ヴィンチェンゾの母親）
- 評決（モーリン・ルーニー〈ジュリー・ボヴァッソ〉）
- ブーメラン（ジャクソン夫人）※ソフト版
- ファンハウス/惨劇の館
- 不思議なペットショップ（ミセス・ズイム）
- フライド・グリーン・トマト（シプシー〈シシリー・タイソン〉）
- ブラック・スワン（エリカ・セイヤーズ〈バーバラ・ハーシー〉）
- フランティック（エディ〈アレクサンドラ・スチュワルト〉）※TBS版
- ブレインストーム（リリアン・レイノルズ〈ルイーズ・フレッチャー〉）
- プレシディオの男たち（教師）※ソフト版
- ペーパーボーイ（ロズモント夫人〈フランセス・ベイ〉）
- ベガスの恋に勝つルール
- ベッドタイム・ストーリー
- ベビー・シッターズ・クラブ（エミリー・ヘイバーマン〈エレン・バースティン〉）
- ボーイズ・オン・ザ・サイド（エレーン〈アニタ・ジレット〉）
- ぼくの美しい人だから（ジュディ・ベイカー〈アイリーン・ブレナン〉）
- マイ・ボディガード（シスター・アナ）※ソフト版
- マスク（ベイブ）
- マルセイユ・ヴァイス（家政婦、管理人）
- ミート・ザ・ペアレンツ（リンダ・バンクス）
- ミシシッピー・バーニング ※テレビ朝日版
- ミステリー、アラスカ
- 未来世紀ブラジル（ヴェロニカ・バトル）
- ミラクル・ペティント（尼さん）
- メル・ブルックスの大脱走（グラバ、女4、ウリシーテ）
- モンタナの風に抱かれて（リズ・ハモンド〈チェリー・ジョーンズ〉）
- ユー・ガット・メール（セーラ・マンシーニ）※フジテレビ版
- ユニバーサル・ソルジャー（ルークの母〈リリアン・ショーヴァン〉）※テレビ朝日版
- 四つの願い（モリー・マロイ）
- ラスト・アクション・ヒーロー（ダニーの学校の教師〈ジョーン・プロウライト〉）※ソフト版
- ラストサマー（ジュリーの母）※テレビ朝日版
- リーサル・ウェポン3（トリッシュ・マータフ）※テレビ朝日版
- ルートヴィヒ（後后の使いの女、エリザベートの侍女）
- レイダース/失われたアーク《聖櫃》（ファヤー）※旧ソフト版
- レジェンド・オブ・フォール/果てしなき想い（ペット）※旧ソフト版
- RED/レッド（ミセス・チャン）
- レリック（アン・カスバート博士〈リンダ・ハント〉）
- 恋愛小説家（ビヴァリー〈シャーリー・ナイト〉）
- ロード・トゥ・パーディション（サラ）
- ロイヤル・セブンティーン（シャーロット王女〈シルヴィア・シムズ〉）
- ロケッティア

#### ドラマ
- アガサ・クリスティー ミス・マープル 動く指（エミリー・バートン）
- インディ・ジョーンズ/若き日の大冒険（夫人）
- WITHOUT A TRACE/FBI 失踪者を追え!（キャサリン #89）
- L.A.ロー 七人の弁護士（ロクサーヌ・メルマン）
- 禁断の関係〜愛と憎しみのブーケ〜（ネリー・マンソン〈シルヴィア・シムズ〉）
- glee/グリー（ベッキー〈心の声〉）
- クリミナル・マインド5 FBI行動分析課（ベッツ） #11
- クリミナル・マインド6 FBI行動分析課 #4
- クリミナル・マインド 特命捜査班レッドセル
- 刑事コロンボシリーズ
  - 刑事コロンボ 策謀の結末（キャロル・ヘミングウェイ）※日本テレビ版
  - 新・刑事コロンボ 完全犯罪の誤算（オスカー・フェンチ夫人）
  - 新・刑事コロンボ マリブビーチ殺人事件（中年の娘）
  - 新・刑事コロンボ 殺人講義（D・E・ラスク夫人、ジャスティン・ローの母）
  - 新・刑事コロンボ 初夜に消えた花嫁（アイリーン編集長）
  - 新・刑事コロンボ 大当たりの死（マーサ・ラマー）
  - 新・刑事コロンボ 4時2分の銃声（マリアン）
- 刑事マルティン・ベック 消えた消防車（オーロフソン夫人）
- コールドケース6
- ザ・ハンガー シーズン1 #21（バーバラ）
- シャーロック・ホームズの冒険（ハドスン夫人〈ロザリー・ウィリアムズ〉）
- 新スタートレック シーズン7 #12（マーガレット・ブラックウェル提督）
- 新・ヒッチコック劇場 シーズン1 #8（秘書）
- 探偵レミントン・スティール（ミルドレッド・クレッブス〈ドリス・ロバーツ〉）
- 超音速ヒーロー ザ・フラッシュ（ノーラ・アレン〈プリシラ・ポインター〉）※日本テレビ版
- ツイン・ピークス（セーラ・パーマー〈グレイス・ザブリスキー〉）
- ドクタークイン 大西部の女医物語（スノーバード）
- ナース・ジャッキー
- PAN AM/パンナム
- ふたりは最高!ダーマ&グレッグ（クレア〈キャスリン・ジューステン〉）
- フルハウス（クレア〈ドリス・ロバーツ〉）
- 冒険野郎マクガイバー シーズン1 #12（チャン夫人）、#20（シスター・アン）
- ボディ・オブ・プルーフ 死体の証言（ハント判事〈ジョアンナ・キャシディ〉）
- ミス・マープル バートラム・ホテルにて（ベス・セジウィック〈キャロライン・ブラキストン〉）※追加収録部分
- ミディアム7 最終章
- ミルドレッド・ピアース 幸せの代償
- ロイヤル・スキャンダル 〜エリザベス女王の苦悩〜

#### アニメ
- おしゃれキャット（アビゲイル）※DVD追加収録版
- ネクスト・アベンジャーズ: 未来のヒーローたち ※ディズニーXD版
- バットマン
- ムーラン
- リトル・マーメイド